# Arkansas Razorbacks
Arkansas Razorbacks, Arkansas Ladybacks – nazwa drużyn sportowych University of Arkansas w Fayetteville, biorących udział w akademickich rozgrywkach w Southeastern Conference, organizowanych przez National Collegiate Athletic Association. 

## Sekcje sportowe uczelni
| Mężczyźni - baseball - bieg przełajowy (11) - futbol amerykański - golf - koszykówka (1): 1994 (artykuł) - lekkoatletyka (20) (w hali) - tenis | Kobiety - bieg przełajowy - gimnastyka artystyczna - golf - koszykówka - lekkoatletyka (1) (w hali) - piłka nożna - siatkówka - pływanie - softball - tenis |

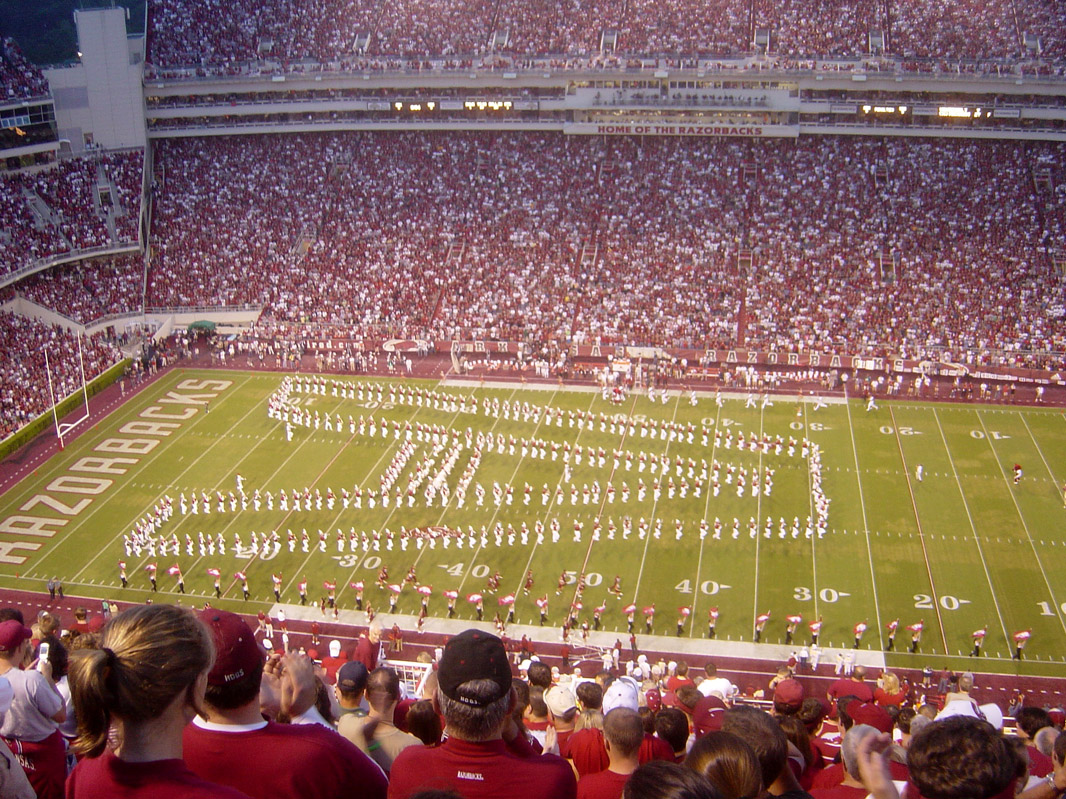
Donald W. Reynolds Razorback Stadium.

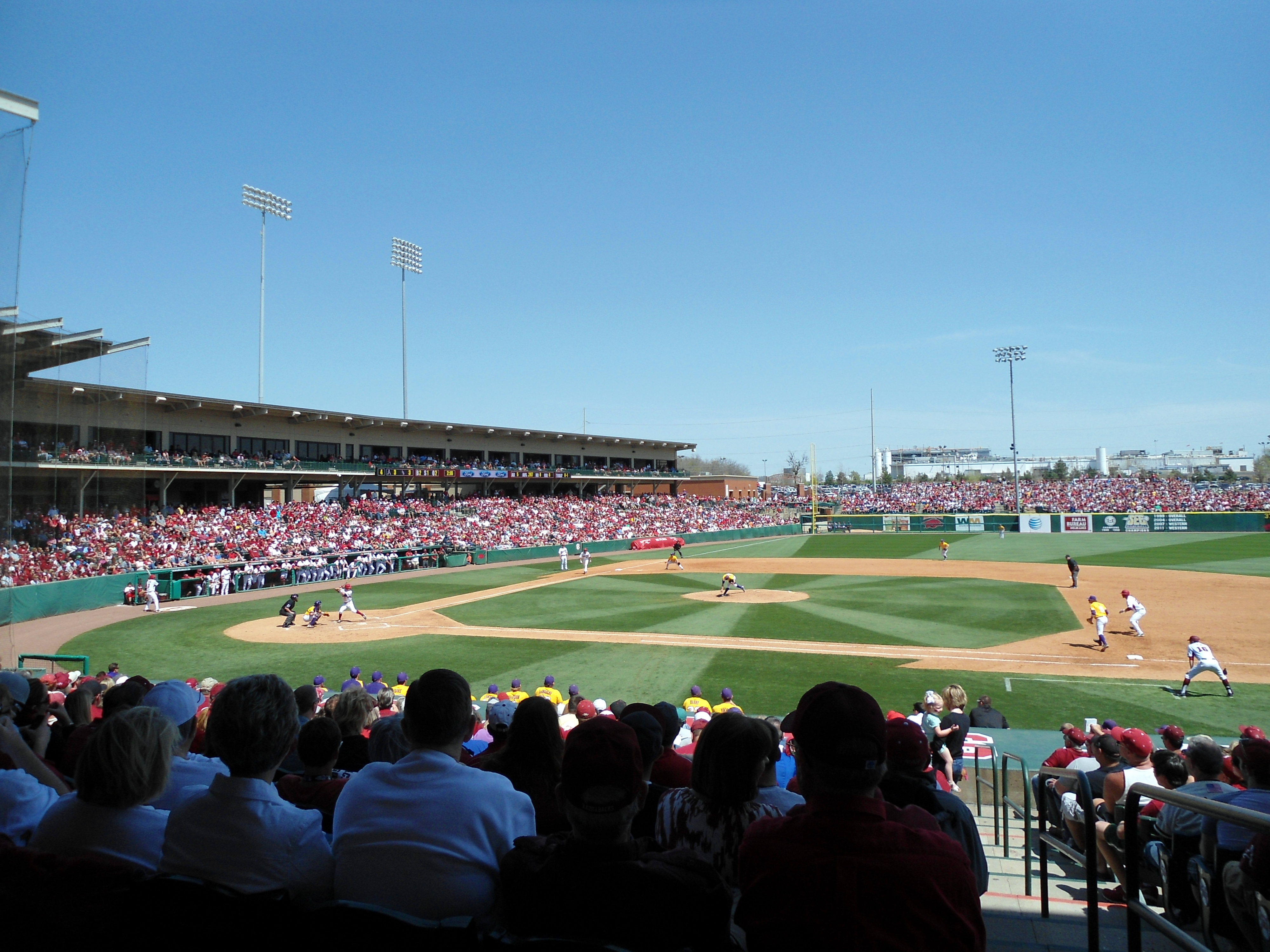
Baum Stadium.

W nawiasie podano liczbę tytułów mistrzowskich NCAA (stan na 1 lipca 2015)

## Obiekty sportowe
- Donald W. Reynolds Razorback Stadium – stadion futbolowy o pojemności 72 000 miejsc[3]
- Bud Walton Arena – hala sportowa o pojemności 19 368 miejsc, w której odbywają się mecze koszykówki[4]
- Barnhill Arena – hala sportowa, w której odbywają się mecze siatkówki[5]
- Baum Stadium – stadion baseballowy o pojemności 10 737 miejsc[6]
- John McDonnell Field – stadion lekkoatletyczny[7]
- Razorback Field – stadion piłkarski[8]
- Billingsley Tennis Center – korty tenisowe[9]
- Arkansas Natatorium – hala sportowa z pływalnią[10]
- Bogle Park – stadion softballowy[11]